# Miloš Kosanović
Miloš Kosanović (en serbe en écriture cyrillique : Милош Косановић), est un footballeur international serbe, né le 28 mai 1990 à Čonoplja en Yougoslavie (auj. en Serbie). Il évolue actuellement comme défenseur au Ajman Club.

## Biographie
Miloš Kosanović commence sa carrière dans le modeste club serbe du Mladost Apatin. 
En 2010, il rejoint le club polonais du KS Cracovia. 
Puis, en janvier 2014, il est transféré au club belge du KV Malines, où il deviendra une référence. Titulaire indiscutable et apprécié des supporteurs, il se fera très vite repérer par le Standard de Liège. 
Début 2016 il signe chez les Liégeois pour 4 ans et demi.
Il est victime d'une rupture du ligament croisé antérieur du genou gauche lors du dernier match de la saison face au Waasland-Beveren (victoire 2-0) le 7 mai 2016. Il retrouve les terrains de Jupiler Pro League le 27 novembre 2016 pour la réception du SV Zulte Waregem (victoire 4-1) où il remplace en fin de match Konstantinos Laifis.
Il est prêté un an avec option d'achat au club turc de Göztepe SK le 8 septembre 2017. Il y participe à 22 rencontres de championnat dont 20 débutées en tant que titulaire. Néanmoins, son option d'achat s'élevant à 1,5 million d'euros n'est pas levée.

## Palmarès
- Vainqueur de la Coupe de Belgique en 2016 avec le Standard de Liège.